# Dai Sijie
Dans ce nom chinois, le nom de famille, Dai, précède le nom personnel.
Dai Sijie (chinois simplifié : 戴思杰, chinois traditionnel : 戴思傑, pinyin : Dài Sījié) est un cinéaste et romancier chinois né le 2 mars 1954 à Putian dans la province du Fujian. Dai Sijie vit en France depuis 1984.

## Biographie
Dai Sijie est né le 2 mars 1954 à Putian dans la province côtière du Fujian, située au sud-est de la Chine. Il fait ses études primaires jusqu’à l’âge de douze ans puis entre au collège en 1969. Pendant la révolution culturelle (de 1966 à 1976), ses parents, médecins dits « bourgeois », sont mis en prison.  Dans le cadre du mouvement d'envoi des zhiqing à la campagne, il est envoyé en 1971 dans un camp de rééducation dans un village très difficile d'accès dans les montagnes de la province du Sichuan. En 1974, Dai est autorisé à retourner chez lui. Cette expérience lui servira plus tard d'inspiration pour son roman Balzac et la petite tailleuse chinoise (2000).
Dai est employé dans un lycée de province. À la mort de Mao Zedong, en 1976, il entre à l'université de Pékin pour y prendre des cours sur l'histoire de l'art chinois. Il reçoit sur concours une bourse pour partir à l'étranger et souhaite partir au Japon pour étudier l'histoire de la peinture. Toutefois, les autorités lui proposent plutôt la France, ce qu'il accepte. Il s'installe alors en France en 1984 et y fait des études de cinéma à l’Institut des hautes études cinématographiques.
Son premier long métrage Chine ma douleur (1989) remporte le prix Jean-Vigo. Il est tourné en France (notamment à l'Ermitage Saint-Antoine de Galamus) en raison de l'interdiction de tournage en Chine (selon les autorités chinoises le film revêtait un caractère subversif). Il est principalement connu pour ses romans Balzac et la Petite Tailleuse chinoise et Le Complexe de Di qui reçut le prix Femina en 2003. Le premier sera finalement autorisé en Chine, malgré une postface avertissant le lecteur de son caractère « politiquement mauvais ».
En 2002, il est président du jury international de la 8e édition du festival international des cinémas d'Asie de Vesoul.

## Filmographie
- 1984 : Le Temple de la montagne (court-métrage)
- 1989 : Chine, ma douleur (Prix Jean-Vigo)
- 1994 : Le Mangeur de lune
- 1998 : Tang le onzième
- 2000 : L'Instit, épisode intitulé Ting Ting.
- 2002 : Balzac et la Petite Tailleuse chinoise
- 2006 : Les Filles du botaniste
- 2016 : Le Paon de nuit (en)

## Œuvre littéraire
- Balzac et la Petite Tailleuse chinoise, 2000

Prix des libraires du Québec
Prix Edmée-de-La-Rochefoucauld, 2000.
Prix Relay du roman d'évasion, 2000
Prix Roland de Jouvenel, 2000
- Le Complexe de Di, 2003

Prix Femina
- Par une nuit où la lune ne s'est pas levée, 2007
- L'Acrobatie aérienne de Confucius, 2009
- Trois vies chinoises, 2011
- L’Évangile selon Yong Sheng, 448 pages, 7/02/2019, Paris, Gallimard,  (ISBN 9782072836381)

Prix Panorama - La Procure, 2019
- Les Caves du Potala, 2020

Prix du roman historique aux Rendez-vous de l'Histoire de 2020.
En 2019, il reçoit le Grand Prix Hervé-Deluen décerné par l'Académie française.